# Freya Parker
Freya Parker (19 december 2000) is een Britse actrice, comédienne en scenarioschrijfster.

## Biografie
Parker is afgestudeerd met een bachelor graad in drama met honours aan de Liverpool John Moores University.
Ze is samen met Celeste Dring vooral bekend als comedy-duo Lazy Susan, dat werd genomineerd voor de Edinburgh Comedy Award. Een prijs die ze daadwerkelijk won was de Chortle Award.

## Filmografie

### Films
*Exclusief korte films
- 2009: Act of God - als plaats delict agent
- 2012: Dead in France - als schreeuwend meisje
- 2014: United We Fall - als Shiv Fallis
- 2016: The Void - als de vrouw (segment: Dystopia St.)
- 2022: Jurassic World Dominion - als Denise Roberts
- 2023: Wonka - als Miss Bonbon
- 2025: Deep Cover - als Harriet

### Televisieseries
- 2007: Blue Murder - als Cathy Covington - afl. "Crisis Management"
- 2013: Silent Witness - als Mary Smith - 2 afleveringen
- 2015: Brotherhood - als Margot - afl. "Poppy"
- 2016: Josh - als Natalie - afl. "Share & Share Alike"
- 2017: 1066: A Year to Conquer England - als Matilda - 3 afleveringen
- 2017-2020: The Mash Report - als - diverse rollen - 17 afleveringen
- 2018: Climaxed - als Nia - 2 afleveringen
- 2018: Life Lessons - als Freya - afl. "When Your In-Laws Voted Brexit"
- 2019: Down from London - als Jay - afl. "Ongar"
- 2019-2022: Lazy Susan - als diverse rollen - 5 afleveringen - ook scenario - 5 afleveringen
- 2020: Hapless - als de sapcentrifuge - afl. "The Juicer"
- 2020: Mister Winner - als April Hannah - afl. "The Decorating Job"
- 2020: Love Monster - als ... (stem) - 25 afleveringen
- 2020-2021: Petrichor - als Rachel - 2 afleveringen
- 2020-2022: The Emily Atack Show - alleen scenario - 12 afleveringen
- 2021: The Nevers - als Doris - alf. "True"
- 2021-2022: Late Night Mash - als 13 afleveringen
- 2022: Don't Hug Me I'm Scared - als broodmoeder (stem) - afl. "Family"
- 2023: Breeders - als Sadie - afl. "No Age"
- 2024: One Day - als Tracey - afl. #1.2
- 2024: The Completely Made-Up Adventures of Dick Turpin - als Miss Corbett - afl. "Tommy Silversides"
- 2024: Big Mood - als Alison - afl. "Up"

### Computterspellen
- 2017: Horizon Zero Dawn - als Ella Pontes / Ersa/Talanah (stem)
- 2018: Battlefield V - als stemacteur talent (stem)
- 2022: Horizon Forbidden West - als Talanah (stem) (als een andere naam)
- 2025: Clair Obscur: Expedition 33 - als ... (stem)

## Theater
- 2014: Lazy Susan: Extreme Humans
- 2015: The Free Association
- 2015: Marriage
- 2015: Lazy Susan: Double Act
- 2015: Pappy's Presents... The Secret Dudes Society
- 2016: Lazy Susan: Crazy Sexy Fool
- 2018: Lazy Susan: Forgive Me, Mother!
- 2018: Max and Ivan's Prom Night
- 2023: Freya Parker: It Ain't Easy Being Cheeky

## Prijzen en nominaties
| Jaar | Prijs                  | Categorie                        | Werk       | Uitslag     |
| ---- | ---------------------- | -------------------------------- | ---------- | ----------- |
| 2014 | Edinburgh Comedy Award | Beste nieuwkomer                 | Lazy Susan | Genomineerd |
| 2019 | Chortle Award          | Karakter, improvisatie en sketch | Lazy Susan | Gewonnen    |
| 2019 | Chortle Award          | Beste show                       | Lazy Susan | Genomineerd |